# Hołd (zespół muzyczny)
Hołd – polski zespół grający muzykę z kręgu chrześcijańskiego rocka założony w 2006 roku w Bydgoszczy.
Zespół łączy rockowe aranżacje z tekstami z Biblii lub ich parafrazami. Opiekunem zespołu jest Zgromadzenia Księży Misjonarzy Świętego Wincentego à Paulo. Zespół wystąpił m.in. na Międzynarodowym Festiwalu Song of Songs w Toruniu (2008), w czasie Katolickich Dni Młodzieży w Szumsku na Litwie (2010), na kilku mniejszych festiwalach muzycznych oraz w kilkunastu polskich klubach muzycznych.
Zespół nagrał trzy dema (2007, 2009, 2013) oraz płytę z kolędami (2008).

## Dyskografia
- List do (2007)
- Kolędowo (2008)
- Powrót (2009)
- Impuls (2013)

## Nagrody i nominacje
- Nagroda publiczności na XXII Przeglądzie Piosenki Religijnej Vincentiana 2006
- Specjalne wyróżnienie na XXII Przeglądzie Piosenki Religijnej Vincentiana 2006
- III miejsce na XXIV Przeglądzie Piosenki Religijnej Vincentiana 2008
- XXV Przeglądzie Piosenki Religijnej Vincentiana 2009
- Duża scena festiwalu „Song of songs” w Toruniu w 2008 r.

## Skład zespołu

### Aktualny
- Judyta Wenda – wokal
- Patryk Łucka – gitara solowa
- Jakub Słupski – gitara rytmiczna, wokal
- Patryk Falgowski – gitara basowa
- Patryk Miziuła – perkusja

### Byli członkowie
- Urszula Wiśniewska (ob. Owczarz) – skrzypce, śpiew, keyboard
- Jacek Owczarz – gitara solowa